# Stronziochevkinite
La stronziochevkinite è un minerale appartenente al gruppo della chevkinite.